# Izaskun Manuel Llados
Izaskun Manuel Llados (28 novembre 1970) è una sciatrice alpina spagnola paralimpica che ha gareggiato ai Giochi paralimpici invernali vincendo due medaglie, un argento e un bronzo, a Lillehammer nel 1994.

## Carriera
Alle Paralimpiadi invernali tenutesi a Lillehammer nel 1994, è arrivata seconda nella gara di slalom speciale, realizzando un tempo di 2:38.84; sul podio, al 1º posto l'atleta svedese Åsa Bengtsson in 2:14.24 e al 3º posto l'atleta italiana Silvia Parente in 4:09.33.
La gara di discesa libera l'ha vista arrivare terza in 1:38.74, dietro alla neozelandese Joanne Duffy in 1:28.58 e alla connazionale Magda Amo in 1:37.87.
No ha centrato il podio in altre due gare della stessa competizione, arrivando settima nello slalom gigante con il tempo di 3:21.07 e ottava nel supergigante in 1:41.82.

## Palmarès

### Paralimpiadi
- 2 medaglie:
  - 1 argento (slalom speciale B1-2 a Lillehammer 1994)
  - 1 bronzo (discesa libera B1-2 a Lillehammer 1994)